# Namiuchigiwa no Muromi-san
Namiuchigiwa no Muromi-san (яп. 波打際のむろみさん, «Русалонька на березі») — японська манґа написана та проілюстрована Кейджі Наджіма. Весною 2013 року була анімована у аніме телесеріал.

## Сюжет
Хлопець на ім'я Такуро Мукооджіма — рибалка. Тому не рідко рибалить на землях нінґьо (Японські русалки) Муромі та розмовляє з нею та її друзями.

## Персонажі
Муромі-сан (яп. むろみさん)
Сейю: Юкарі Тамура
Весела русалка яка говорить хакатинським діалектом. Вона часто виходить на сушу і обожнює людську культуру. Якимось чином пов'язана із Такуроо.
Такуроо Мукооджіма (яп. 向島 拓朗, Mukōjima Takurō)
Сейю: Такахіро Мідзушіма
Школяр який полюбляє рибалити. Спокійний, тому не запанікував зустрівши дивних істот. Він називає їх takkun.
Levia-san (яп. リヴァイアさん, Rivaia-san)
Сейю: Май Накахара
Muromi's senpai mermaid who speaks Kokura dialect. She was once a fierce monster, but was reformed by Muromi and is generous now.
Sumida-san (яп. 隅田さん)
Сейю: Суміре Уесака
Muromi's drinking companion mermaid with ponytail. She is often unlucky in love and drinks in desperation.
Hii-chan (яп. ひぃちゃん)
Сейю: Ай Нонака
An innocence mermaid who also speaks Hakata dialect. She calls Muromi «sis (яп. おねいたん, onei-tan).»
Fuji-san (яп. 富士さん)
Сейю: Хітомі Харада
A high-handed mermaid who has huge breasts. Later, she awakes to love for Muromi and becomes a masochist.
Yeti (яп. イエティ, Ieti)
Сейю: Чіва Сайто
A cryptid in Himalayas. Unlike the general reputation, it is cute, quiet and diligent. It is shy, but is friends with Muromi.
Harpy (яп. ハーピー, hāpī)
Сейю: Канако Сакай
A childish, forgetful bird-girl who lives with and takes on Yeti and often pounces on mermaids.